# Francis Japp

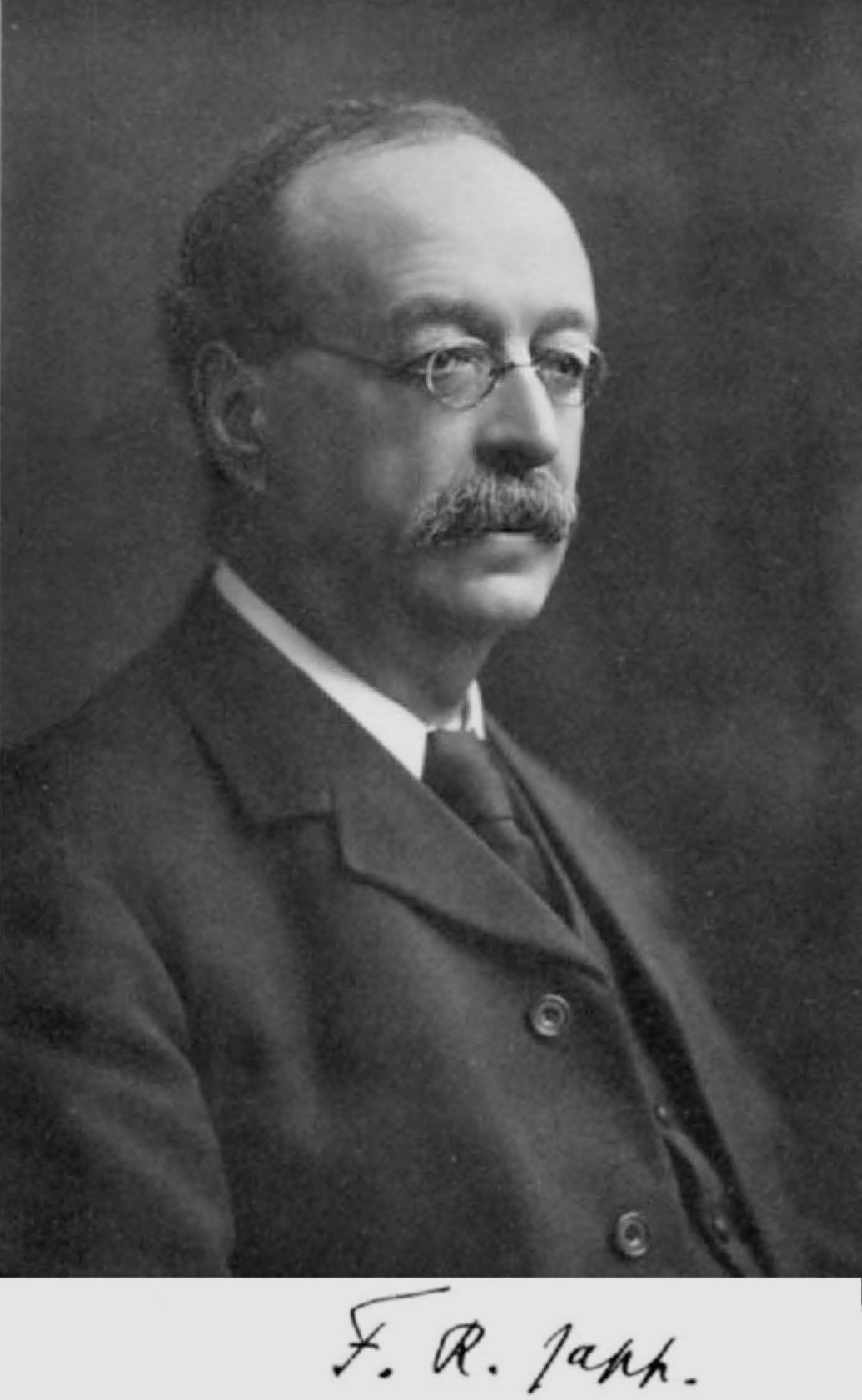
Francis Robert Japp

Francis Robert Japp (* 8. Februar 1848 in Dundee; † 1. August 1925 in Richmond upon Thames) war ein britischer Chemiker.

## Leben und Werk
Francis Japp studierte Naturwissenschaften an der St. Andrews University und promovierte 1875 an der Universität Heidelberg bei Robert Bunsen, anschließend arbeitete er bei August Kekulé. 1877 kehrte er nach Großbritannien zurück und lehrte Chemie an der Normal School of Science. Von 1890 bis 1914 war er Professor an der University of Aberdeen. Er war einer der Entdecker der nach ihm benannten Japp-Klingemann-Reaktion. Im Jahr 1885 wurde er in die Royal Society gewählt.